# جوتيير لوريس
جوتيير لوريس (بالفرنسية: Gautier Lloris)‏ (18 يوليو 1995 بنيس في فرنسا - ) هو لاعب كرة قدم فرنسي في مركز قلب الدفاع. لعب مع نادي نيس.

## وصلات خارجية
- جوتيير لوريس على موقع رابطة كرة القدم الفرنسية للمحترفين (الإنجليزية)
- جوتيير لوريس على موقع قاعدة بيانات كرة القدم.إي يو (الإنجليزية)
- جوتيير لوريس على موقع ليكيب (الفرنسية)
- جوتيير لوريس على موقع Soccerbase.com (لاعب) (الإنجليزية)
- جوتيير لوريس على موقع Soccerway.com (الإنجليزية)
- جوتيير لوريس على موقع AS.com (الإسبانية)